# نيكولاس ساتورو
نيكولاس ساتورو (بالإسبانية: Nicolás Sartori)‏ (23 مايو 1976 في الأرجنتين - ) هو لاعب كرة قدم أرجنتيني في مركز الدفاع. لعب مع تشاكاريتا جيونيورز وخميناسيا خوخوي وذي سترونغيست وفيرو كاريل أويستي وكلوب ليون ونادي أونيفرسيداد دي تشيلي ونادي خورخي ويلسترمان ونادي ريال بوتوسي وهوراكان وسارمينتو دي خونين.

## وصلات خارجية
- نيكولاس ساتورو على موقع إي إس بي إن إف سي (الإنجليزية)
- نيكولاس ساتورو على موقع قاعدة بيانات كرة القدم.إي يو (الإنجليزية)
- نيكولاس ساتورو على موقع Soccerway.com (الإنجليزية)